# María Isabel Núñez Paz
María Isabel Núñez Paz (Salamanca, 21 de agosto de 1959) es catedrática de la Universidad de Oviedo y doctora en Derecho Romano por la Universidad de Salamanca con Sendos Premios Extraordinarios en 1986 y 1989.

## Trayectoria
Licenciada y doctora en Derecho Romano por la Universidad de Salamanca, es catedrática de Derecho Romano en la Universidad de Oviedo. Es además integrante del Grupo de Investigación de excelencia “Deméter” (Maternidad, Familia y Género) reconocido por la ANEP en 2014  y evaluadora de proyectos de la Agencia Nacional del Ministerio de Educación así como colaboradora  en diferentes actividades de divulgación para visibilizar a las mujeres de la antigüedad grecorromana. Entre las más recientes es autora del artículo publicado en National Geographic (Historia): " Mujeres romanas. Sumisas. o emancipadas"( julio 2017).
Inició su trayectoria académica bajo la dirección del catedrático de la Universidad de Salamanca Alfredo Calonge Matellanes, con una beca de Formación de Personal Investigador ganada en convocatoria nacional del  Ministerio de Educación y Ciencia (1983 -1986) y posteriormente obtuvo otras becas completando estudios en Universidades públicas alemanas e italianas, como Bonn (beca de intercambio Científico con la Universidad de Salamanca) Constanza (beca Göethe DAAD), Università La Sapienza de Roma (Corso de Perfezionamento in Diritto Romano), Università degli Studi de Milano (Programa Severo Ochoa). Ha impartido cientos  de cursos y conferencias por invitación y ha realizado  estancias de investigación de más de tres meses en distintas Universidades europeas, financiadas a partir de convocatorias competitivas. 
Entre las publicaciones de que es autora figuran varias monografías, la primera de ellas Consentimiento matrimonial y divorcio en Roma (Salamanca 1988) con 40 citas en Google scholar, además de decenas de colaboraciones científicas en revistas jurídicas y de estudios de género, colaboraciones en publicaciones conjuntas nacionales e internacionales y edición de libros de carácter interdisciplinar, el más reciente "La mujer sujeto u objeto de derechos reproductivos, derechos de los menores y gestación por sustitución" (Tirant lo Blanch, 2019).
Ha sido ponente, comunicante y conferencista magistral en decenas de Congresos y Conferencias Internacionales en Europa y Latinoamérica, los más recientes en Cuzco (Perú) 2016) GIREA (Nápoles 2017), SIHDA (Cracovia 2018); ha dirigido diferentes cursos de Extensión universitaria y  ha sido Investigadora Principal en Proyectos de investigación I+D relacionados con maternidad y familia desde el Derecho Romano.
En la actualidad participa en el Proyecto I+D ( convocatoria 2018) de carácter interdisciplinar e internacional  del que es IP Rosa  María Cid López, catedrática de Historia antigua de  la Universidad de Oviedo. Forma parte de diferentes comités científicos de revistas españolas, europeas y latinoamericanas, entre los más recientes, la revista  Dereito: Universidad de Santiago de Compostela, revista Pielagus (Universidad surcolombiana)  y Revista andina de la Facultad de Derecho de la Universidad de Cuzco en Perú.  Desde 2011 tiene el reconocimiento como “miembro correspondiente” de la Sociedad Iberoamericana de Derecho de Familia y la Unión de Juristas de Cuba.  Actualmente coordina en reciprocidad con la Universidad de Oviedo los Acuerdos bilaterales correspondientes al Programa Erasmus de movilidad con las Universidades  Federico II de Nápoles y Universidad de Bari, ambas en Italia.

## Publicaciones
- 1988 - Consentimiento matrimonial y divorcio en Roma.[1] Wikipedia derecho romano.Escuela de Bolonia

- 1989 - Régimen jurídico de las donaciones por razón de matrimonio. Del Derecho romano al Derecho vigente.

- 1995 - La responsabilidad de los médicos en Derecho Romano.[2]

- 2000 - Derecho romano, Derecho común y contratación en el ámbito de la Unión Europea.[3]
- 2013 - Concepción Arenal y el fin de la pena desde las fuentes clásicas: Humanitas, Philantrophia, Therapeia. Revista electrónica de Derecho Penal y Criminología: Voz reinserción en Wikipedia

- 2014 - Salud reproductiva, legislación y opciones de Maternidad", Trabe, Oviedo, como coautora y editora.[4]
- 2017 - Historia e Instituciones de Derecho Romano. Maiores in legibus.  Estudio preliminar, notas  y Traducción de Eva Cantarella. Tirant lo Blanch.
- 2018 - Sobre la cessio ventris en la antigua Roma. Trascendencia socio jurídica del principio mater semper certa est. ( E Legal Review 28)
- 2018 - "Family, Childhood and maintenance obligation: Legal norms from Antonino Pío to Justinian", (ed, Cid López, Sanchez Romero: "Motherhood and Infancies in the Mediterranean in Antiquity"), Oxford, Oxbow.

## Premios
- Premio Extraordinario de licenciatura por la Universidad de Salamanca 1986.
- Premio Extraordinario de doctorado por la Universidad de Salamanca 1989.
- Profesora titular de Derecho romano en la Universidad de Oviedo desde 1989, en la actualidad catedrática acreditada.